# Repartitionswert
Der Repartitionswert ist ein Begriff aus dem Steuerrecht der Schweiz und dient der Einhaltung des interkantonalen Doppelbesteuerungsverbots, wenn eine Person in zwei oder mehreren Kantonen steuerpflichtig ist.
Das Hauptsteuerdomizil einer natürlichen Person befindet sich am steuerrechtlichen Wohnsitz, d. h. dort, wo sie sich mit der Absicht des dauernden Verbleibens aufhält (Art. 3 Abs. 2 StHG). Grundeigentum in einem Kanton ausserhalb des Hauptsteuerdomizils begründet im Liegenschaftskanton ein Spezialsteuerdomizil. Das Grundeigentum und der daraus fliessende Ertrag sind ausschliesslich an diesem Spezialsteuerdomizil steuerbar.
Die Schulden und Schuldzinsen werden bei Liegenschaften in anderen Kantonen aber nach Lage der Aktiven im Hauptsteuerdomizil verteilt. Dies macht es erforderlich, sämtliche Aktiven gesamtschweizerisch einheitlich zu bewerten. Da aber gerade bei den Liegenschaften die Kantone eigene Bewertungen vornehmen, die im Vergleich zwischen den Kantonen stark voneinander abweichen, muss ein einheitlicher Bundeswert ermittelt werden, der so genannte Repartitionswert. Dieser Repartitionswert stellt einen gesamtschweizerisch einheitlichen Vermögenssteuerwert dar, unabhängig davon, in welchem Kanton sich die Liegenschaft befindet. Damit nun die verschiedenen kantonalen Vermögenssteuerwerte auf diesen gesamtschweizerisch einheitlichen Repartitionswert gebracht werden können, sind diese mit einem für jeden Kanton festgelegten Umrechnungsfaktor zu multiplizieren.

## Weblink
- Fabian Petrus: Interkantonale Steuerausscheidung: Die Ausscheidung bei Immobilien im Privatvermögen 27. März 2015